# NGC 3680
NGC 3680 est un vieil amas ouvert situé dans la constellation du Centaure. Il a été découvert par l'astronome écossais James Dunlop en 1826.
Selon la classification des amas ouverts de Robert Trumpler, cet amas renferme moins de 50 étoiles (lettre p) dont la concentration est forte (I) et dont les magnitudes se répartissent sur un intervalle moyen (le chiffre 2). Toutefois, le catalogue Lynga considère que l'amas referme entre 50 et 100 étoiles. Lynga indique aussi que NGC 3680 renferme 30 membres. Cette contradiction entre la classification et le nombre de membres n'est pas rare dans le catalogue Lynga.

## Observation
Avec une magnitude visuelle de 6,5, on peut observer l'amas avec de petites jumelles.

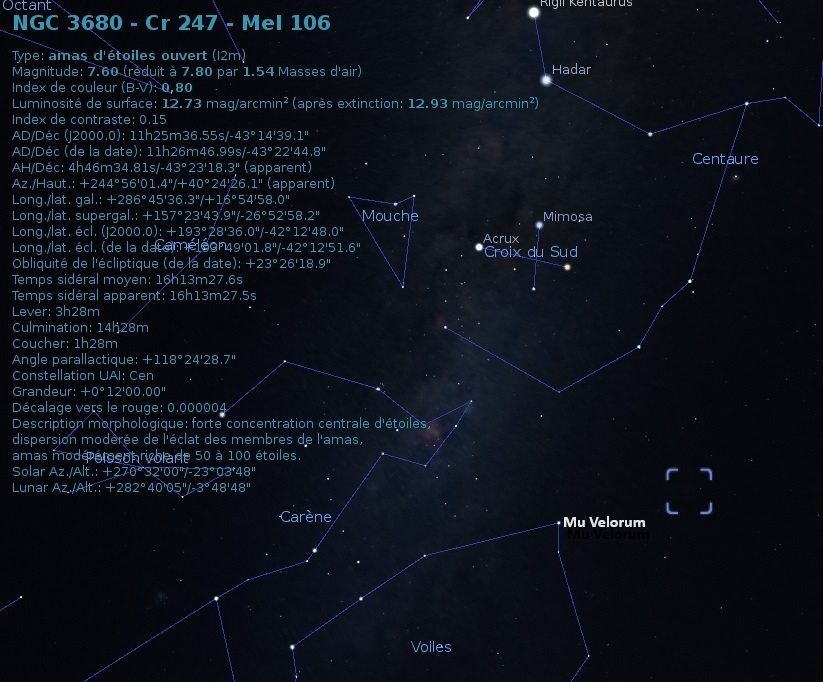
Localisation de NGC 3680 dans la constellation de Scorpion. (Stellarium)

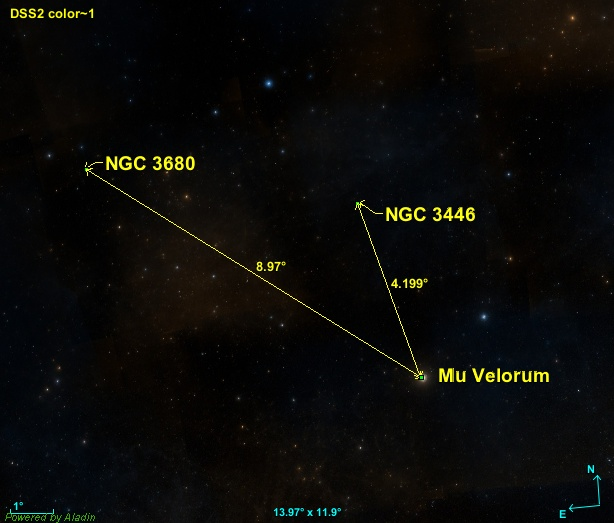
Position de NGC 3680 par rapport à une étoile.

NGC 3680 est situé à environ 9,0 degrés au nord-est de Mu Velorum. L'amas ouvert NGC 3446 se trouve dans la même région du ciel.

## Caractéristiques

### Distance
La parallaxe moyenne des étoiles de l'amas a été obtenue des mesures effectuées par le satellite Gaia. Sept valeurs différentes publiées dans de récents articles (2018 à 2022) sont indiquées sur la base de données Simbad : 0,957 ± 0,034 mas, 0,933 ± 0,049 mas, 0,945 ± 0,023 0 mas, 0,934 ± 0,045 mas, 0,933 ± 0,042 mas, 0,933 ± 0,004 mas et 0,933 ± 0,042 mas. La moyenne de ces valeurs et de leur incertitude est égale à 0,938 3 ± 0,038 6, ce qui correspond à une distance de 1 066 +46
-42.
Dans un article publié en 2020, Angelo, Santos et Corradi évaluent cette distance à 0,90 ± 0,17 pc (∼2,94 al). Cette distance est compatible, mais un peu plus petite que celle mentionnée plus haut.
En supposant que le Soleil est à 8,0 ± 0,5 kpc (∼26 100 al) du centre de la Voie lactée, la distance entre ce centre et NGC 3680 est de 7,8 ± 0,5 kpc (∼25 400 al).

### Vitesse
Cinq valeurs de la vitesse radiale sont indiquées sur Simbad, soit 1,41 ± 0,14 km/s, 2,40 ± 2,65 km/s, 2,922 ± 1,509 km/s, 1,740 ± 0,25 km/s et 8,0 ± 3,7 km/s. La moyenne de ces valeurs et l'écart type de cet échantillon est égale à 3,29 ± 2,69 km/s. Si l'on ne tient pas compte de la dernière vitesse totalement différent, on obtient une moyenne pour la vitesse et pour l'incertitude de 2,12 ± 1,14 km/s. La vitesse radiale de cet amas n'est donc pas connue avec précision.

### Taille
Selon les sources, la taille apparente est comprise entre 5,7' et 7,0'. Le logiciel Aladin possède un outil qui permet de mesurer la distance angulaire qui ne dépasse guère les 10'. La valeur de 17,9' indiquée sur Simbad semble erronée.
Grâce à un calcul simple, on peut trouver la taille réelle de l'amas. En utilisant la plus grande taille apparente et la plus grande distance, on obtient la taille réelle maximale soit 7,38 al. De même, en utilisant la plus petite taille apparente et la plus petite distance, on obtient la plus petite taille réelle, soit 5,54 al. De ces deux valeurs, on déduit que la taille de l'amas est égale à 6,46 ± 0,92 al.
Angelo, Santos et Corradi indiquent trois rayons différents, le rayon du cœur (rc), le rayon de marée (rt) et le rayon de demi-masse (rhm). Les valeurs de ces trois rayons sont 
- rc = 0,45 ± 0,10 pc (∼1,47 al)
- rt = 2,10 ± 0,66 pc (∼6,85 al)
- rhm = 0,73 ± 0,10 pc (∼2,38 al)[15]

### Mouvement propre
Simbad indique neuf couples de valeurs pour le mouvement propre de l'amas, dont sept provenant d'articles publiés entre 2018 et 2021 sont très semblables. Les deux autres provenant d'articles publiés en 2014 et 2017 sont totalement différents. Les valeurs de ces sept couples en ascension droite et en déclinaison sont :
- −7,251 ± 0,061 mas/an et 1,246 ± 0,097 mas/an[9]
- −7,263 ± 0,166 mas/an et 1,147 ± 0,181 mas/an[10]
- −7,278 ± 0,072 mas/an et 1,217 ± 0,098 mas/an[11]
- −7,271 ± 0,167 mas/an et 1,131 ± 0,204 mas/an[12]
- −7,278 ± 0,109 mas/an et 1,118 ± 0,113 mas/an[13]
- −7,278 ± 0,017 mas/an et 1,118 ± 0,020 mas/an[7]
- −7,278 ± 0,109 mas/an et 1,118 ± 0,113 mas/an[14]

La moyenne du mouvement propre et de leur incertitude obtenue de ces sept couples en ascension droite et en déclinaison est égale à −7,271 ± 0,099 mas/an et 1,156 ± 0,118 mas/an. Angelo, Santos et Corradi, le mouvement propre de l'amas en ascension droite et en déclinaison est égale à −7,254 ± 0,196 mas/an et 1,148 ± 0,231 mas/an, valeurs qui correspondent à la moyenne des sept couples mentionnées plus haut.
Les deux autres couples sont passablement différents et imprécis. Ils proviennent d'articles moins récents (2014 et 2017). Ces deux couples sont :
- −5,42 ± 3,76 mas/an et 2,29 ± 2,84 mas/an[20]
- −5,420 ± 1,780 mas/an et 2,290 ± 1,240 mas/an[17]

### Métallicité
Simbad rapporte trois valeurs différentes de la métallicité, soit 0,00, -0,041, et -0,01,. Selon ces valeurs, le pourcentage d'éléments lourds (plus lourd que l'hydrogène et l'hélium) de cet amas est compris entre 91% (10-0,041) et 100% (100,00) de celui du Soleil.
Pour Angelo, Santos et Corradi, la métallicité de l'amas est égale à −0,06 ± 0,20, ce qui correspond à un pourcentage situé entre 176% (10-0,06 + 0,20) et 251% (10-0,06 - 0,202). Le temps de relaxation (crossing time), c'est-à-dire le temps le plus court sur lequel des événements dynamiques significatifs peuvent se produire, tels des changements de forme de l'amas ou des échanges d'énergie entre ses membres, pour NGC 3680 est de 0,69 ± 0,12 Ma.

### Âge
Simbad et Lynga suggèrent un âge donné par log10 = 9,077,, soit 109,077 = 1,2 Ga.
Angelo, Santos et Corradi indiquent un âge donné par log10 = 9,20 ± 0,10, un âge compris entre 1,26 Ga (109,1) et 2,00 Ga (109,3), soit 1,63 ± 0,37 Ga, compatible avec la valeur précédente, mais un peu plus âgé que la valeur précédente.

## Étoiles
Selon le catalogue Lynga, l'amas compte quatre étoiles traînardes bleues, 40 binaires spectroscopiques et 16 géantes rouges.

### Parallaxe et distance

#### Le catalogue EDR3 et les étoiles de NGC 3680
Avant le satellite Gaia, la parallaxe des étoiles était mesurée avec des télescopes terrestres ou avec des satellites en orbite près de notre planète. Or, la détermination de la parallaxe implique deux mesures de la position d'une étoile à deux endroits différents. Pour la Terre, ces mesures étaient effectuées à six mois d'intervalle, la distance entre la position de la Terre à ces deux moments est la base utilisée pour le triangle servant à déterminer la parallaxe annuelle d'une étoile, soit 299 000 km pour obtenir l'angle au milliseconces d'arc, un nombre petit qui est de plus en plus imprécis pour les étoiles lointaines. Depuis le début de la mission du satellite Gais en 2013, la précision de cette mesure s'est grandement améliorée. Gaia est en orbite autour du Soleil sur une orbite de Lissajous qui l'approche à 263 000 km du Soleil et qui l'en éloigne à 707 000 km, pour une base de 970 000 km, 3,25 fois plus grande que celle de la Terre. La publication du catalogue Gaia DR3 le 3 décembre 2020 a été réalisé à partir de données collectées par Gaia durant 34 mois. Les valeurs de la parallaxe des étoiles apparaissant sur Simbad viennent de cette publication.
En utilisant la base de données Simbad, on peut accéder aux propriétés de certaines étoiles situées dans les environs de NGC 3680 en cliquant sur le bouton children. NGC 3680 renferme 587 étoiles (les «children») et 1079 liens bibliographiques. Plusieurs étoiles appararaissent à plus d'une reprises, ce qui explique le nombre de liens supérieurs au nombre d'étoiles, en réalité il y a 131 étoiles différentes de répertoriées dont la probabilité d'appartenir à l'amas est égale ou supérieure à 90%. En cliquant sur la désignation de l'étoile, on atteint la page de Simbad qui résume ses propriétés.

#### Distance
La moyenne de la parallaxe des 131 étoiles mentionnées ci-haut est égale à 1,258 ± 0,278 mas ce qui correspond à une distance de 1 054+48
−44 Mpc. On peut cependant caculer cette distance de deux autres façons. Premièrement, il suffit de prendre la moyenne des distances de chacune des galaxies calculées avec leur parallaxe. Cela donne 1 056 ± 42 Mpc (∼3,44 milliards d'al) ou la valeur de 42 Mpc est l'écart type des distances des 131 étoiles. Deuxièment, on peut aussi utiliser la moyenne des écarts positifs et négatifs de chacune des distance. Cela donne 1 056 +29
-27Mpc. Ces trois façons donnent des valeurs très semblables et presque égales à celles de la section «Caractéristiques»; «Distance».

#### Mesure du mouvement propre
La moyenne et l'écart type du mouvement propre des 131 étoiles en ascension droite et en déclinaison sont respectivement égaux à −7,280 ± 0,243 mas/an et 1,528 ± 0,278 mas/an. Ces deux valeurs sont comparables à celles indiquées précédemment.

#### Étoiles particulières
Des 131 étoiles mentionnées plus haut, il y en a sept dont le type spectral et/ou certaines caractéristiques particulières sont indiqués par Simbad. Le tableau ci-dessous résume les caractéristiques de ces étoiles.
| Nom                          | α                | δ                 | type  | P (mas)        | d (pc)      | μα* (mas/an) | μδ* (mas/an) | Probabilité     | mV    | Rem      |
| ---------------------------- | ---------------- | ----------------- | ----- | -------------- | ----------- | ------------ | ------------ | --------------- | ----- | -------- |
| CD-42 6978                   | 11h 25m 41,9408s | -43° 17′ 06,9056″ |       | 0,906 ± 0,0197 | 1103+25 -23 | -7,306       | 1,253        | 100(6) 95       | 10,78 | Bin/spec |
| TYC 7751-1175-1              | 11h 21m 24,9271s | -43° 09′ 25,9365″ |       | 0,940 ± 0,0126 | 1054 ± 14   | -7,353       | 1,381        | 100             | 12,44 | Bin/spec |
| CD-42 6976                   | 11h 25m 38,6652s | -43° 13′ 58,7925″ | G0V   | 1,001 ± 0,0222 | 1000 ± 23   | -7,062       | 0,845        | 100(2) 90(4)    | 10,69 | Seq Pri  |
| Gaia DR3 5382167043543995136 | 11h 27m 04,0980s | -43° 25′ 19,5140″ |       | 0,963 ± 0,0654 | 1039+76 -66 | -7,180       | 1,258        | 100(3)          |       | Bin/ecl  |
| CD-42 6971                   | 11h 25m 26,2329s | -43° 11′ 23,9896″ | G5III | 0,977 ± 0,0201 | 1024 ± 21   | -7,293       | 1,305        | 100(2) 98 90(3) | 10,17 |          |
| CD-42 6983                   | 11h 25m 49,9058s | -43° 12′ 15,7127″ | K0III | 1,187 ± 0,0469 | 843+35 -32  | -6,735       | 1,511        | 93              | 10,02 |          |

- Bin/spec = Binaire spectroscopique
- Bin/ecl = Binaire à éclipses
- Seq Pri = Étoile de la séquence principale